# Sumer is icumen in
Sumer is icumen in (другие варианты названия — «Летний канон», «Песня кукушки», среднеангл., букв. «Лето пришло») — один из старейших известных канонов, датируется около 1260 г. Место хранения рукописи — Британская библиотека. Текст написан на уэссекском диалекте среднеанглийского языка. Авторы текста и музыки неизвестны.
Канон также известен под названием «Reading rota», по месту обнаружения нотной рукописи (аббатство г. Рединг), и rota (лат. круг, одно из старинных обозначений канона). «Sumer is icumen in» — старейший известный образец шестиголосия: два голоса поют одну и ту же мелодию, образуя так называемый «бесконечный канон», два других образуют для канона гармоническое основание (в оригинальной рукописи используется лат. pes, здесь — «подножие»). Язык английского стихотворного текста — уэссекский диалект среднеанглийского. Вторая (нижняя, красного цвета) подтекстовка (лат. Perspice Christicola) — типичная для Средних веков контрафактура «с повышением» изначально светского по содержанию текста на «духовный» лад.
В рукописи используется мензуральная нотация — предшественник современной музыкальной нотации.
Пояснительный текст, сопровождающий рукопись, предписывает певчему петь с начала; затем, когда первый певчий достигнет фрагмента мелодии, обозначенного красным крестом, начинает петь второй певчий. Условия для вступления «подножия» в тексте рукописи не оговариваются. Окончание «бесконечной» пьесы в оригинале также не оговаривается и представляет некоторую проблему для современных певчих, которые вынуждены изобретать некую собственную редакцию окончания (например, через искусственное «истаивание» динамики и последовательное выключение канонических голосов).
В некоторых современных интерпретациях канон поют вплоть до четырёх солистов. Такое исполнение основано на трактовке оригинальной рукописной инструкции hanc rota cantare possunt quatuor socii («эту роту могут петь четыре товарища») как инструкции, относящиеся только к каноническим голосам. По другой трактовке, ссылка на «четырёх товарищей» относится ко всей пьесе, то есть, к сочетанию двух «канонистов» и двух «аккомпаниаторов», распевающих pes. В пользу последней трактовки говорит также тот факт, что в рукописи содержится только один знак вступления канониста (красный крест; см. иллюстрацию выше), других знаков в «канонизируемой» мелодии нет.
В нотной системе, принятой в наши дни, расшифровка рукописи выглядит следующим образом (одноголосная транскрипция; сопровождающий рукопись пояснительный текст в расшифровке не показан):

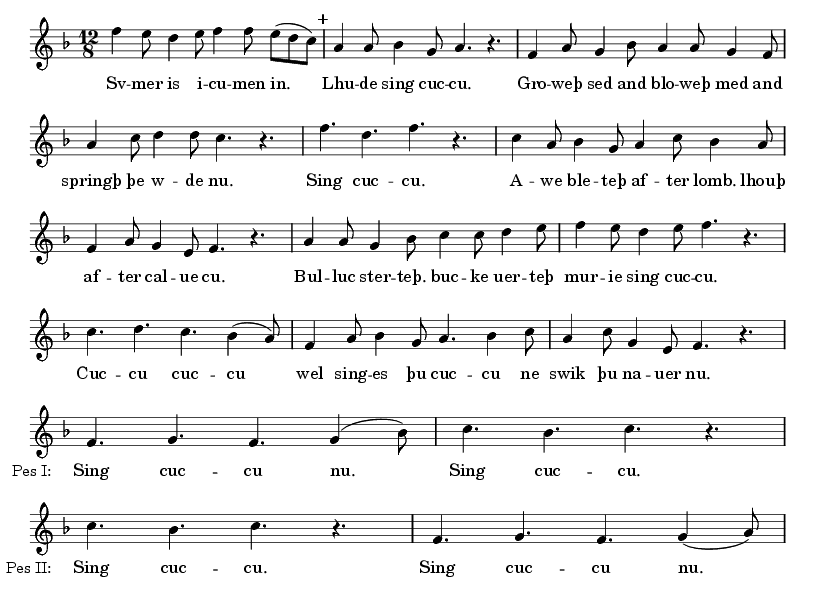